# Karabély

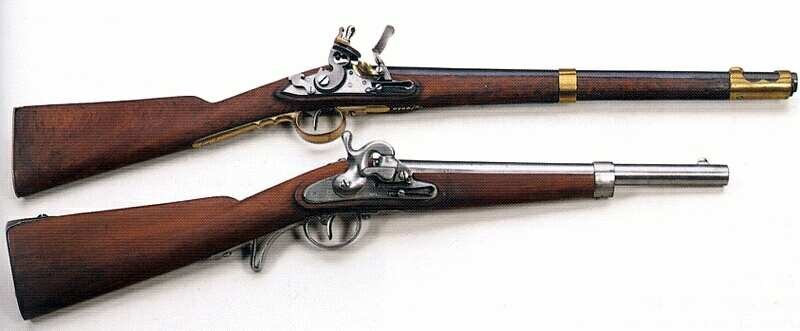
1798 M kovás huszárkarabély (felül) és 1844 M Augustin-rendszerű gyutacsos karabély (alul)

A karabély főként a lovasság által használt, puskánál rövidebb csövű lőfegyver. Jellemzően négy típusát különböztetjük meg: egylövetű, ismétlő, öntöltő és önműködő karabély.
A köznyelv az öntöltőt félautomatának, az önműködőt automatának vagy gépkarabélynak hívja.

## Története
A lovasság által használt rövid csövű puskákról már a 17. században említést tesznek. Ezek a fegyverek keréklakatos elsütőszerkezetű, kb. 60-90 centiméteresek voltak. A 18. században terjedt el a kovás lakat, 1700 és 1840 között minden karabélyt ilyen elsütőszerkezettel gyártottak. A 19. század közepétől a lőfegyvereket gyutacsos és csappantyús lakattal látták el, majd 1865-től megjelentek az egyesített lőszert tüzelő karabélyok és puskák. A 19. század végére a lovasság már ismétlőkarabélyt használt, mint például a Magyar Királyi Honvédségnél rendszeresített Mannlicher M1895 ismétlőkarabély, mellyel Ausztria-Magyarország lovassága végigharcolta az első világháborút.
Az 1920-as években megjelent az öntöltő vagy félautomata karabély, mellyel már gyalogosokat is felszereltek. A német Sturmgewehr 44 volt a világ első valódi gépkarabélya, melyet a második világháborúban használtak.
A modern hadseregek gyalogos katonáinak máig elsődleges fegyvere a köztes lőszert tüzelő gépkarabély.